# More Than a Feeling
"More Than a Feeling" é uma canção da banda de hard-rock americana Boston. A aclamada música foi gravada entre outubro de 1976 e abril de 1977, sendo lançada no Lado-A do álbum Boston.
Com a voz marcante de Brad Delp, a musica alcançou a quinta posição da Billboard Hot 100.
Faz parte da trilha sonora do filme Madagascar 2, de 2008, distribuído pela DreamWorks SKG e Paramount Pictures.  A música também aparece nos filmes Contatos imediatos de terceiro grau (1977), Gatinhas (1980) e Ela vai ter um bebê (1988).[carece de fontes?]
Também fez parte da trilha sonora do episódio 10 da temporada 6 da série de televisão The Walking Dead, sendo tocada logo na abertura.
Ainda, a música foi regravada na quinta temporada da série de televisão Glee, sendo interpretada por Darren Criss e Jenna Ushkowitz.
Também está no episódio 3 da série ‘Seven Seconds’ da Netflix e e na trilha sonora de Guitar Hero.